# Alpines Museum

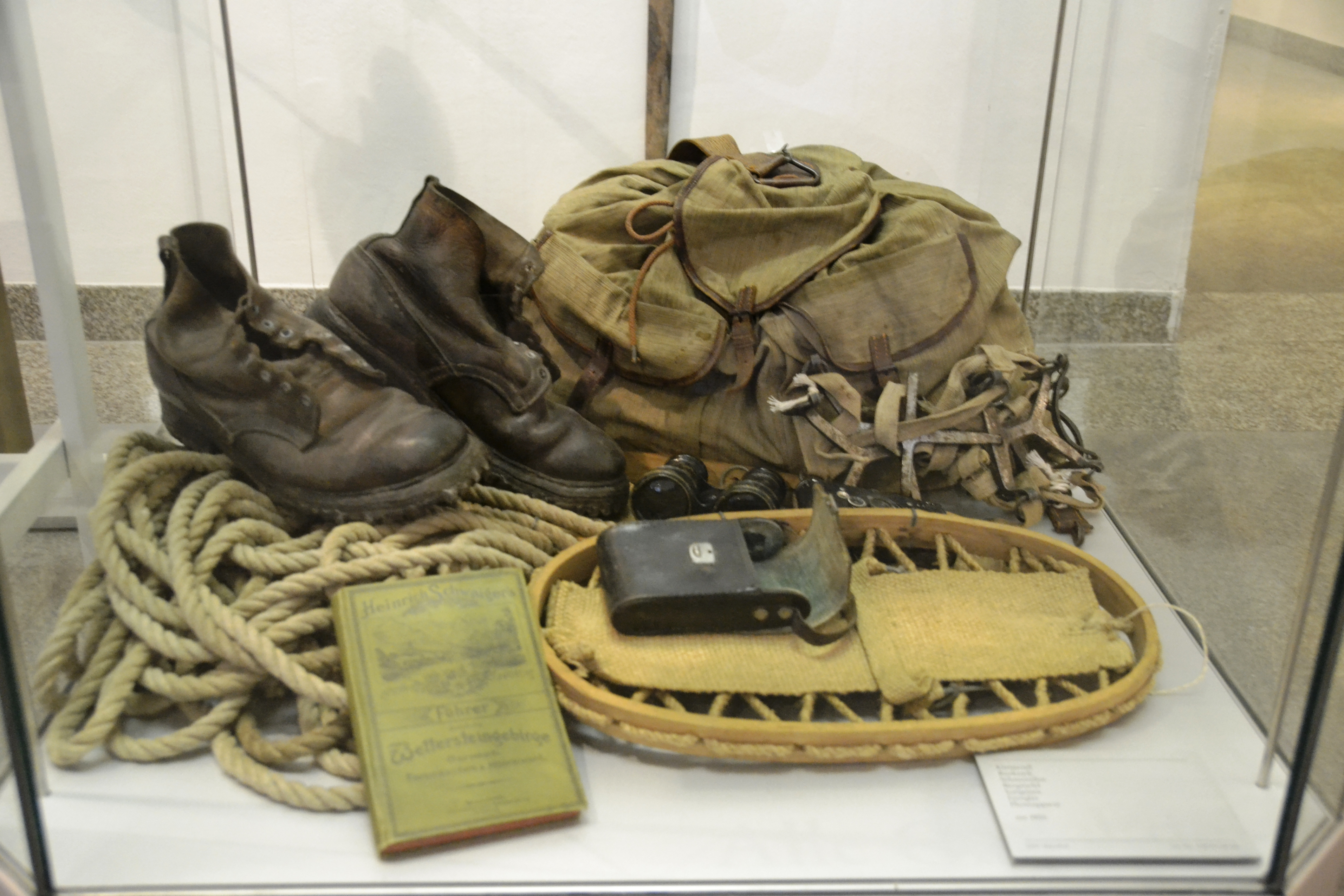
Historyczny sprzęt do wspinaczki w zbiorach muzeum

Alpines Museum w Monachium – muzeum alpinizmu w Monachium założone w 1911 roku, prowadzone przez Deutscher Alpenverein. 

## Historia
Decyzję o rozpoczęciu prac przygotowawczych do utworzenia muzeum alpinizmu podjęło zgromadzenie ogólne Deutscher und Österreichischer Alpenverein (DuÖAV) 14 lipca 1907 roku z inicjatywy Karla Arnolda (1853–1929). Prace przygotowawcze powierzono centralnemu komitetowi w Innsbrucku, a o siedzibę muzeum zaczęły ubiegać się dwa miasta: Monachium i Innsbruck. Burmistrz Monachium zaproponował utworzenie placówki w zabytkowym gmachu Isarlust na wyspie Praterinsel na rzece Izarze. W 1908 roku zgromadzenie ogólne przyznało siedzibę muzeum miastu Monachium.
Gmach Isarlust został przejęty przez DuÖAV 23 stycznia 1909 roku. W tym samym roku przeniesiono tu zbiory książek o tematyce alpejskiej niemieckiego alpinisty Williego Rickmera Rickmersa (1873–1965), które od 1902 roku przechowywane były w pomieszczeniach Stadtsparkasse München. Po adaptacji budynku dla potrzeb wystawienniczych, Alpines Museum zostało otwarte 17 grudnia 1911 roku. 
Wystawa skupiała się na prezentacji geologii Alp, historii górnictwa w obszarze, oraz flory i fauny regionu. W muzeum prezentowano reliefy gór autorstwa m.in. niemieckiego geologa Alberta Heima (1849–1937), szwajcarskiego kartografa Leo Aegertera (1875–1953) i szwajcarskiego topografa Xavera Imfelda (1853–1909). Wnętrza zdobiły m.in. prace Heinricha Heinleina (1803–1885) i Friedricha Delcroix (1864–1918). Na zewnątrz rozmieszczono ponad 100 okazów skał reprezentatywnych dla obszaru Alp.
Po I wojnie światowej szerokie zainteresowanie zdobyły wyczyny alpinistów, którzy rozwinęli techniki wspinaczkowe, m.in. Hansa Dülfera (1892–1915), który wynalazł klucz zjazdowy, Paula Preußa (1886–1913), jednego z ojców wspinaczki klasycznej i Otto „Rambo” Herzoga (1888–1964), który jako pierwszy zaczął stosować karabinki. Muzeum, idąc z duchem czasów, zbudowało w hali głównej 8-metrową ścianę z postaciami wspinaczy ukazującymi nowe techniki wspinaczki skalnej i lodowej. 
Gmach muzeum został zniszczony podczas II wojny światowej, a następnie przez lata był wykorzystywany jako siedziba nowej Deutscher Alpenverein. Budynek zaadaptowano na potrzeby nowego Alpines Museum w latach 90. XX w. i muzeum zostało otwarte ponownie w 1996 roku.  